# Les Chamanes
Pour plus de détails, voir Fiche technique et Distribution.
Les Chamanes (Le sciamane) est une comédie italienne réalisée par Anne Riitta Ciccone et sortie en 2000. 

## Synopsis
Claudia, 30 ans, fraîchement diplômée de l'université, est tourmentée par sa vie stressante due à un travail peu gratifiant et à une famille décousue. Souffrant des psychoses les plus diverses et d'une étrange narcolepsie, elle a recours aux remèdes les plus absurdes et aux remèdes spirituels pour trouver sa sérénité intérieure, se tournant vers les sorciers, les acupuncteurs, les homéopathes et les chamans.
Comme si cela ne suffisait pas, sa famille égocentrique vient s'installer chez elle, la conduisant à une schizophrénie chronique. En effet, son père, un vieux pacifiste qui s'est réfugié en Afrique où il est fiancé à une Africaine ; sa sœur, une mère célibataire avec une fille de 6 ans qui vit avec elle depuis quelque temps, menant des activités subversives et militantes contre diverses institutions ; et enfin son fiancé, un acteur de théâtre narcissique et éclectique qui, expulsé de chez lui, vient s'installer chez elle. Elle est également minée par son travail dans une chaîne de télévision dont le directeur est un maniaque avide de succès qui ne la remarque jamais. Comme si cela ne suffisait pas, ses peurs sont alimentées par ses vieux souvenirs d'enfance de son premier amour, lorsqu'elle a été rejetée par le jeune Corrado car elle n'avait pas encore assez de poitrine à son goût, et courtisée par le laid Eugenio.
Luttant de plus en plus contre son manque d'estime de soi, malgré l'aide de sa mère, une chamane autoproclamée, elle décide de faire une tentative de suicide. Elle se retrouve ainsi sur les rives du Tibre, une pierre autour du cou, tandis que peu après, toute sa famille arrive pour l'aider et tenter de l'arrêter. Mais elle est déterminée à en finir, à cause de toutes les déceptions que la vie lui a causées, croyant fermement à la réincarnation, jusqu'à ce que sa sœur, essayant de l'aider, convainque le directeur de la chaîne de télévision où elle travaille de retrouver la personne disparue qui a blessé son cœur de jeune fille, le jeune Corrado.

## Fiche technique
- Titre français : Les Chamanes[1]
- Titre italien original : Le sciamane[2]
- Réalisateur : Anne Riitta Ciccone
- Scénario : Anne Riitta Ciccone
- Photographie : Franco Di Giacomo
- Montage : Stefano Chierchiè
- Musique : Massimo Nunzi
- Costumes : Metella Raboni, Metella Raboni
- Production : Francesco Torelli
- Société de production : Francesco Torelli Productions, Radiotelevisione Italiana
- Pays de production :  Italie
- Langues originales : italien
- Format : couleur - Son Dolby
- Durée : 94 minutes
- Genre : Comédie
- Dates de sortie :
  - Italie : 15 septembre 2000

## Distribution
- Antonella Ponziani : Claudia
- Macha Méril : mère
- Cecilia Dazzi : Cécile
- Piero Natoli : père
- Mario De Candia (it) : Giovanni
- Tasha Rodriguez : Jane
- Nino Frassica : Sandro
- Adriana Alben : la dame du gymnase
- Jesus Balsamà : Corrado
- Roberto Farnesi (it) : Eugenio